# Roger Príncep
Roger Príncep (Barcelona, 20 de septiembre de 1998) es un actor español.
Roger Príncep ha trabajado en series y programas de televisión como Serrallonga, Página 2, Entre línies, El monstruo del pozo o La tarda.
Su carrera cinematográfica ha sido muy precoz. A la edad de trece años, y a pesar de haber actuado sobre todo en ficciones catalanas, Príncep ya había participado en películas como El orfanato (junto a Belén Rueda y Fernando Cayo), Los girasoles ciegos (junto a Javier Cámara, Maribel Verdú, Martín Rivas y Raúl Arévalo) y Pájaros de papel (junto a Imanol Arias, Lluís Homar y Carmen Machi).

## Filmografía
- El orfanato (2007, como Simón Sánchez Rivera)
- Forasters (2008, como Manuel)
- Los girasoles ciegos (2008, como Lorenzo Mazo López)
- Pájaros de papel (2010, como Miguel)
- Sólo para no estar solo (Como Abel niño)

## Series de televisión
- El internado (2007-2010)
- El monstruo del pozo (2007, como Quim)
- Serrallonga (2008)
- Los hombres de Paco (2010, 2 episodios)
- Aída (2010, 1 episodio: como niño parapléjico que compite con Aidita por vender más papeletas para el viaje de fin de curso)

## Cortometrajes
- La clase
- Un banc per sempre (2015) (Noah)
- Matar a un niño
- En la azotea
- Felices dieciocho

## Premios y nominaciones
- 2008: Nominación a los Premios Goya como Mejor actor revelación por El orfanato
- 2008: Nominación a los Young Artist Awards como Mejor actor joven por El orfanato
- 2009: Premio India Catalina al mejor actor de reparto en el Festival Internacional de Cine de Cartagena por Los girasoles ciegos y Forasters
- 2016: Premio al mejor actor en el Festival de Cine de Medina del Campo por En la azotea

- Datos: Q6111061